# Émile Lesieur
Émile Pierre Lesieur (Parijs, 29 september 1910 – Hirson, 26 augustus 2002) was een Frans componist, muziekpedagoog en saxofonist.

## Levensloop
Lesieur was artistiek directeur van de Fédération des Sociétés Musicales de l'Aisne. Hij schreef werken voor orkest, harmonieorkest, vocale muziek en kamermuziek. 

## Composities

### Werken voor harmonieorkest
- 1960 La Centenaire se porte bien - Marche du centenaire
- 1963 Fédé-marche '63
- 1965 Suite pour une Sainte-Cécile
- 1979 Rapsodie sur des thèmes flamands

### Vocale muziek

#### Liederen
- 1946 Le chant de l'eau, voor zangstem en piano - tekst: Veraheren
- 1946 Les cloches, voor zangstem en piano - tekst: G.Apollinaire
- 1946 Pluie, voor zangstem en piano - tekst: Jean Dupoux
- 1946 La flèche et la chanson, voir zangstem en piano - tekst: F.Lassalle
- 1946 Chanson d'automne, voor zangstem en piano - tekst: Paul Verlaine
- 1946 Le soleil et la grappe, voor zangstem en piano - tekst Paul Arène

### Kamermuziek
- 1964 Prélude et rondo, voor altsaxofoon en piano
- 1972 Chanson douce, voor klarinet en piano
- 1972 Rêverie, voor altsaxofoon en piano
- 1975 Pastorale et allegro, voor dwarsfluit (of hobo, of altsaxofoon) en piano
- 1975 Rêverie et danse, voor altsaxofoon en piano
- 1976 Sarabande et menuet, voor altsaxofoon en piano
- 1982 Perce-neige, voor trompet en piano
- 1982 Poisson d'avril, voor trompet (of kornet : trompette ut ou si b [ou cornet si b] et piano
- 1983 Cantabile et tambourin, voor viool en piano
- 1984 Deux pièces brèves, voor altsaxofoon en piano
- 1984 Impromptu, voor viool en piano
- 1985 Automne, voor altviool en piano
- 1985 Bercement, voor dwarsfluit en piano

### Werken voor piano
- 1977 Promenade
- 1979 Andantino classique
- 1982 Le Château de Chantegai
- 1984 Sonorités
- 1996 Bouquet sonore - 10 pièces

### Werken voor gitaar
- 1986 2 Pièces